# Leonardo Ricci

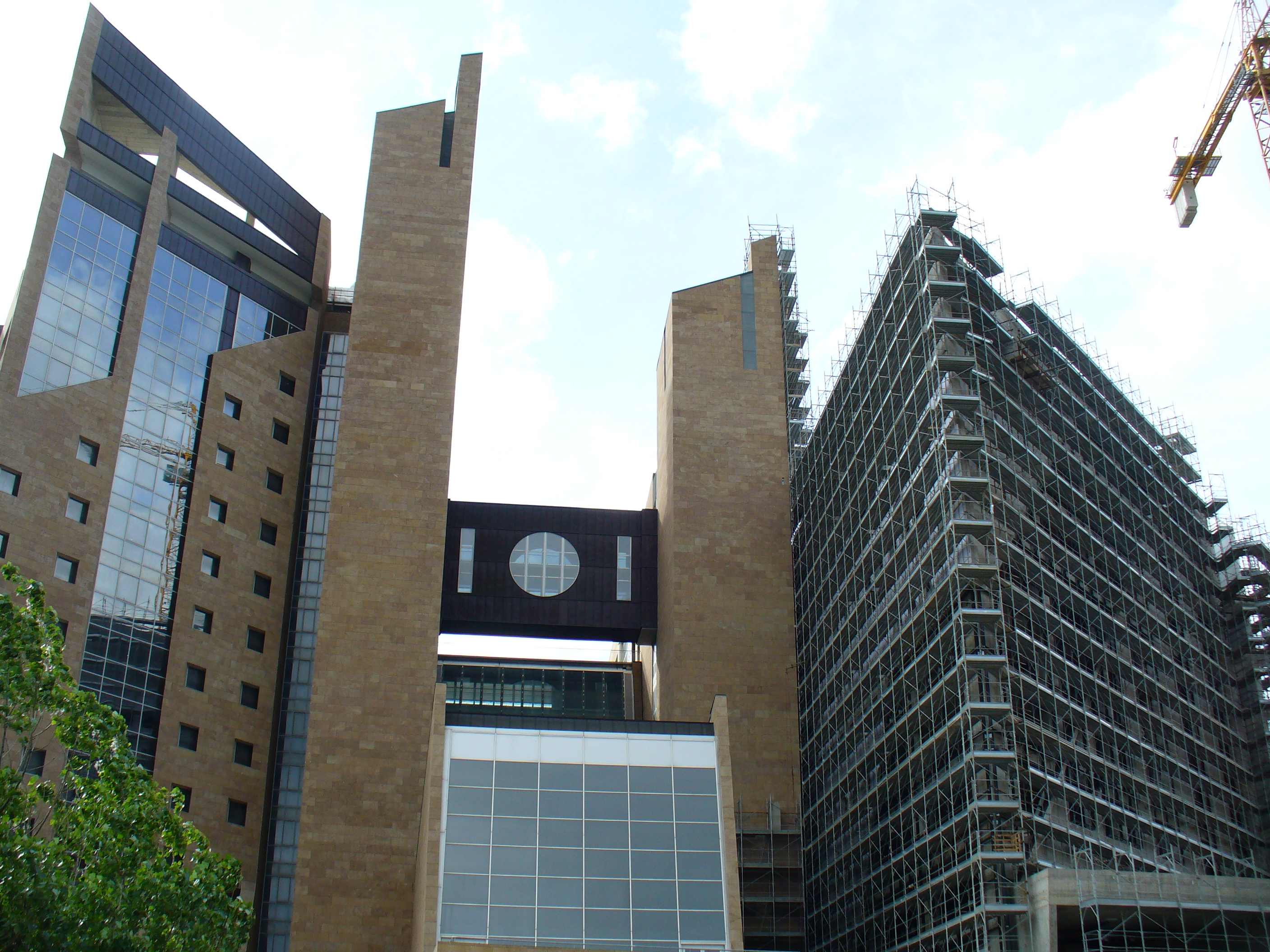
Justizpalast Florenz

Leonardo Ricci (* 8. Juni 1918 in Rom; † 29. September 1994 in Venedig) war ein italienischer Architekt.
Ricci legte sein Abitur 1936 im Liceo Michelangelo von Florenz ab und absolvierte die Universität Florenz mit dem Diplom der Architekturfakultät (1941). Danach beschäftigte ihn Giovanni Michelucci als Assistent und, bis 1946, in seinem Architekturbüro. Ricci lehrte an italienischen Universitäten und in den USA; er stand Le Corbusier kritisch gegenüber und trat für eine sozial und landschaftsgebundene Architektur ein. Auf der Mailänder Triennale erhielt er 1957 eine Goldmedaille. Als sein (posthum verwirklichtes) Hauptwerk gilt der monumentale Justizpalast (Florenz).
Auf Anregung des Waldenserpfarrers Tullio Vinay erbaute der selbst aus einer Waldenserfamilie stammende Ricci nahe Prali 1946 das ökumenische Begegnungszentrum Agape und 1963–1966 in Riesi auf Sizilien das Gebäudeensemble Monte degli Ulivi für die Sozialeinrichtung Servizio Cristiano.

## Bauwerke (Auswahl)
- Begegnungszentrum Agape (siehe oben)
- Gebäudeensemble Monte degli Ulivi (siehe oben)
- Friedhofserweiterung in Jesi, 1984–1994
- Justizpalast (Florenz)